# Orbicciano
Orbicciano è una frazione del comune italiano di Camaiore, nella provincia di Lucca, in Toscana.

## Geografia fisica
Orbicciano sorge sulle colline della Val Freddana, nel distretto delle Seimiglia, a metà strada circa tra Lucca e Camaiore.
Il paese è privo di un centro vero e proprio, ma è formato da numerosi nuclei di case sparse su un territorio piuttosto vasto (tra i principali: Brentaccio, Campo, Piana di Colle e Misigliano).

## Storia
Il toponimo, di origine romana, deriva presumibilmente dal nome di un possidente romano che qui teneva la proprietà, secondo il fenomeno dei prediali.
Gli Annales Lucensis citano il giuramento di fedeltà al Comune di Lucca nel 1183, da parte degli uomini dei castelli di Albiano e Orbicciano: «eodem anno invenit iuramentum super sicuritate facta lucensis consules hominibus castri de Albiano et Urbicciano et qualiter dicta castra iuraverunt fidelitatem lucense comuni».
Da ulteriori ricerche d'archivio risulta inoltre la presenza di un toponimo denominato Castel Merdoso, che doveva trovarsi sopra la chiesa di San Lorenzo e quindi nei pressi del colle di Morteto, sul quale è stato recentemente ritrovato il rudere di una torre di notevoli dimensioni.
Nel 1260 le chiese di Orbicciano dipendevano dalla pieve di Monsagrati, mentre nel 1617 il paese entrò a far parte della Vicaria di Camaiore.

## Monumenti e luoghi d'interesse
Nella frazione si trovano due chiese che sorgono a poche centinaia di metri l'una dall'altra: la più antica, intitolata a San Lorenzo, risale al IX secolo e mantiene intatte le primitive forme romaniche.  La più recente, che è anche chiesa parrocchiale, è dedicata a San Giorgio ed è menzionata in una carta dell'anno 967, ma ha subito numerosi rimaneggiamenti nel corso degli anni (in particolare fu costruito il transetto agli inizi del XVIII sec. e ampliata l'abside a metà del XIX sec.) e non conserva quasi più niente dell'aspetto iniziale.
Degna di nota è anche la villa Cenami Spada (XVI secolo).